# Вилланы
Вилла́ны (лат. villanus; англ. villein, serf) — категория феодально-зависимого крестьянства в некоторых странах Западной Европы (Англия, Франция, Германия, Италия) в период Средневековья. В Англии под вилланами понималась основная масса феодально-зависимого населения, выполняющего неограниченные отработочные повинности в пользу своего сеньора и подчинённого юрисдикции помещичьего суда. 
Английские вилланы являлись одной из самых незащищённых в правовом отношении категорий населения. Оформление вилланского сословия в Англии относится к началу XII века, а в XV—XVI веках оно было вытеснено категорией копигольдеров, державших землю на обычном праве. Во Франции, Германии и Италии вилланами назывались лично свободные крестьяне, несущие некоторые поземельные повинности за предоставление им феодалом земельного участка. Вилланы в этих странах могли достаточно свободно отчуждать свой надел и переселяться в другие сеньории или города. Термин «виллан» имеет повсеместное распространение в средневековой латыни.

## Вилланы в Англии

### Происхождение
Термин «виллан» (от лат. villa — усадьба, поместье) впервые упоминается в «Книге страшного суда» 1086 г. Нормандское завоевание не привело к радикальным изменениям в социальной структуре и феодальных повинностях крестьянства. Незнакомые с деталями социальной иерархии англосаксонских керлов, нормандские феодалы и королевские чиновники пытались перенести на английскую почву устоявшуюся в Северной Франции систему социальных отношений. В результате многочисленные категории керлов от гебуров, находящихся в достаточно сильной зависимости от своего сеньора, до полусвободных крестьян, осуществлявших лишь эпизодическую помощь в работе на домениальных землях феодала, были объединены в рамках одного социального слоя вилланов. В состав вилланов также были включены англосаксонские рабы, освобождённые нормандскими феодалами, а также, вероятно, некоторая часть разорившихся свободных сокменов.
В XI веке под вилланами понимались обычные крестьяне, жители деревень, державшие земельные наделы от сеньора и находившиеся в той или иной степени зависимости от него. Этот термин ещё не подразумевал несвободного статуса. Однако очевидно, что уже в XI веке большинство вилланов были обязаны отработочной повинностью феодалу за предоставленный надел. Их отличием от коттариев и бордариев, других категорий зависимых крестьян, упомянутых в «Книге страшного суда», являлось то, что размер надела виллана был обычным для местной традиции распределения общинных земель между жителями деревни: виргата, половина виргаты, половина гайды или даже целая гайда. В экономическом отношении вилланы XI века были обеспечены гораздо лучше, чем коттарии и бордарии.
В XII веке развитие феодального права и феодального земелевладения привело к оформлению категории вилланов как единого сословия феодально-зависимого крестьянства, противостоящего фригольдерам (свободным крестьянам). В состав вилланов вошли прослойки сервов, коттариев и бордариев. Главным правовым отличием вилланов от свободных стала их подчинённость в судебном отношении суду феодала и невозможность апеллировать к королевским судам. Виллан выполнял барщинную повинность для своего сеньора, право на распоряжение его наделом было сильно ограничено и зависело от воли феодала.

### Социальный статус
Вилланы составляли большинство населения Англии. Они были типичными крестьянами, членами деревенской общины. Статус виллана был наследственным. Виллан держал от своего сеньора небольшой земельный надел, обычно в размере виргаты, за который выполнял повинности в пользу феодала, объём которых не был строго ограничен. Государственных налогов вилланы не платили.
Главной обязанностью виллана в отношении своего лорда была отработочная повинность (барщина) на домениальных землях сеньора. Виллан работал на своего господина от одного до четырёх дней в неделю (обычно, однако, три дня), а также дополнительное время в периоды сева и жатвы или в других случаях. Общим правовым принципом в XII—XIII вв. была неопределённость объёма отработочной повинности виллана: он должен был выполнять любые требования своего сеньора в отношении работ на хозяйстве последнего. В судебных хрониках XII века содержится показательная формула: «виллан не должен знать сегодня, что ему прикажут делать завтра». В XIII веке неопределённость размеров барщины служила правовым критерием для признания крестьянина вилланом.
Помимо барщины, феодал мог требовать от своего виллана уплаты крупного взноса в случае выдачи замуж его дочери (меркет), забирать лучшую голову скота виллана после его смерти (гериот) и облагать достаточно произвольными сборами. Оброчная обязанность виллана заключалась, обычно, в уплате относительно небольшой денежной или продуктовой ренты. Виллан был обязан молоть собираемое им зерно на мельнице сеньора и, вероятно, печь хлеб в его печи, за что уплачивал определённый денежный взнос феодалу. Господин мог даже продать своего виллана и, в некоторых случаях, членов его семьи. Виллану запрещалось ношение оружия.
В правовом отношении виллан подчинялся юрисдикции манориального суда феодала и не мог прибегать к защите королевских судов. Помимо дел, возникающих из поземельных отношений, манориальному суду были подсудны также мелкие уголовные преступления, совершённые вилланами. Лишь в XV веке «суды справедливости» получили право вмешиваться в правовые отношения вилланов и феодалов и защищать имущественные права зависимого крестьянства. С другой стороны, вилланы принимали самое активное участие в работе манориального суда, являясь его присяжными и судьями.
Формально виллан не являлся рабом и обладал определёнными личными правами. Сеньор не мог убить или покалечить своего крестьянина, за избиение виллана налагался достаточно крупный штраф. В начале XIII века «Великая хартия вольностей» установила гарантии недопущения со стороны сеньора разорения крестьянского хозяйства, запретив произвольные штрафы и изъятия надела виллана,однако источники того времени, такие как протоколы королевских судов, говорят о том, что сеньоры могли беспрепятственно отбирать земельные наделы, скот и имущество вилланов, произвольно повышать их повинности. В случаях жалоб виллана на это в королевский суд феодалу было необходимо лишь доказать вилланский статус истца и иск объявлялся аннулированным. Таким образом права вилланов в XIII веке оставались чисто декларативным сюжетом.
С течением времени также складывался традиционный объём повинностей крестьян в каждом конкретном поместье, который феодал уже не мог по своему усмотрению увеличивать. Этот объём стал фиксироваться в хозяйственной документации поместий (в так называемых «манориальных свитках»). Повинности рассчитывались на одну виргату и при дроблении крестьянского хозяйства или увеличении семьи виллана не изменялись. Более того, в отношении третьих лиц виллан обладал теми же правами, как и свободный. Он не мог быть лишён своего надела, который переходил нераздельным по наследству к одному из сыновей (иногда в порядке ультимогенитуры), при условии осуществления в надлежащем объёме повинностей в пользу сеньора.
Освобождение вилланов от крепостной зависимости производилось путём издания феодалом соответствующей грамоты в присутствии свидетелей. За свою свободу виллан обычно уплачивал сеньору достаточно крупный выкуп. Однако случаи такого освобождения в период высокого средневековья были крайне редки. Виллан также превращался в свободного гражданина в случае вступления в церковный орден. Более распространённым способом освобождения было бегство в города: если в течение года и одного дня беглец не будет возвращён своим господином, он становился свободным, согласно знаменитому немецкому принципу «воздух города делает свободным».
Особыми привилегиями пользовались вилланы, проживающие на территории королевского домена: они были освобождены от многих работ, могли по своему желанию покидать наделы и находились под защитой королевских судов. В свою очередь, такие вилланы достаточно произвольно облагались налогами и сборами в пользу государственной казны. Эти привилегии сохранялись и при передаче королевских земель в лен феодалам. Возникновение этой прослойки вилланов связано с фискальными реформами короля Генриха II. Другой особой категорией вилланов являлись лично свободные крестьяне, держащие свои земли на крепостном праве (англ. in villeinage). Это были, в основном, младшие сыновья свободных землевладельцев и их потомки, которые были вынуждены соглашаться на сервильные повинности за предоставление им земельного надела.

### Экономическая основа
Экономическую основу хозяйства виллана составлял его земельный надел. Стандартной величиной надела вилана являлась одна виргата, однако существовали участки в размере от нескольких акров до гайды. Согласно традиции, участок в одну виргату был достаточен для поддержания жизнедеятельности одной крестьянской семьи, однако продуктивность земледелия зависела от местных климатических и почвенных условий, и в некоторых регионах участки приходилось объединять для обеспечения пропитания вилланов. Поскольку в Англии господствовала система открытых полей, земельный надел виллана представлял собой совокупность небольших полос пахотной земли в каждом из общинных полей, перемежающихся с полосами земель других вилланов. Каждая такая полоса представляла собой участок, обрабатываемый одним плугом в течение одного дня. Распределение полос между членами общины осуществлялось на основании принципа справедливости: каждый крестьянин имел определённую долю высокоплодородной земли и земель более низкого качества. Домениальные земли феодала также обычно перемежались с полосами вилланов, хотя тенденция к образованию компактной господской запашки с течением времени набирала всё большую силу.
Основной хозяйства виллана было пахотное земледелие, а главной возделываемой культурой — различные виды зерновых (рожь, пшеница). Животноводство занимало вторичное значение, причём количество голов скота у виллана должно было быть пропорционально размеру его надела. В отличие от свободных землевладельцев, за выпас скота на общинных землях вилланы были обязаны уплачивать небольшой сбор. С ростом европейского спроса на шерсть и сукно стало увеличиваться значение овцеводства. Уже в XIII веке некоторые вилланские хозяйства переориентировались на разведение овец. В дальнейшем этот процесс значительно ускорился, и хотя основу товарного овцеводства составляли манориальные хозяйства феодалов, зажиточная часть вилланов также приняла участие в бурном развитии этой отрасли сельского хозяйства в XIV—XV веках.

### Трансформация сословия
Уже к концу XII века возникла тенденция к коммутации повинностей вилланов. Вместо выполнения малоэффективной барщинной работы на господских землях часть вилланов стала переводится на уплату фиксированного денежного платежа сеньору. Появился и стал достаточно быстро расти слой вилланов, которые не несли или несли незначительную отработочную повинность, а выплачивали денежную ренту. Коммутация повинностей существенно улучшала экономическое положение крестьянского хозяйства и способствовала втягиванию его в товарно-денежные отношения. Одними из первых к рентным отношениям перешли некоторые церковные организации, например иностранные аббатства, владеющие землями на территории Англии, и Орден тамплиеров. Однако в условиях роста спроса на сельскохозяйственную продукцию и существенного прогресса аграрной техники во второй половине XIII—начале XIV века, процессы коммутации отработочных повинностей замедлились и появилась тенденция к реставрации барщины в полном объёме. Негативную роль также сыграла эпидемия чумы 1348 г., приведшая к нехватке рабочих рук в сельском хозяйстве и усилению прикрепления вилланов к земле. Однако в конце XIV века рост социальной напряжённости (восстание Уота Тайлера 1381 г. и другие выступления крестьян) привёл к ускорению коммутации барщинных повинностей и массовому переходу от феодальных к арендным отношениям в господском хозяйстве.
Одновременно шёл процесс закрепления объёма отработочных и оброчных повинностей вилланов в манориальных свитках каждого английского поместья. К XIV веку сложилась достаточно устойчивая правовая традиция недопущения произвольного увеличения повинностей феодалом. Вилланы стали добиваться предоставления им копий-выписок из протоколов манориального суда, в которых содержался полный перечень повинностей, причитающихся феодалу с надела виллана, и которые подтверждали права крестьянина на землю. Эти копии служили гарантией крестьянину против произвольного увеличения объёма его повинностей и трансформировали абсолютную феодальную власть сеньора над вилланом в систему обычно-правовых отношений. В XV веке замена крепостного держания копигольдом приобрела всеобщий характер, а на смену феодально-зависимому виллану пришёл лично свободный копигольдер, исполняющий строго определённые и фиксированные повинности сеньору.

## Вилланы во Франции
Во Франции, начиная с IX века, под вилланами понималась категория лично свободных крестьян, держащих свои земли от феодала. В отличие от основной массы зависимого крестьянства — сервов, вилланы обычно не несли или несли в незначительном объёме отработочные повинности. Вилланы уплачивали сеньору оброк (талью), первоначально в натуральной, а с XII века в денежной форме. Величина тальи виллана была существенно меньшей, чем у сервов, и фиксировалась обычаем. Помимо этого вилланы уплачивали сеньору сбор за замужество дочерей (формарьяж), платёж при вступлении в наследство (менморт), а также сборы за пользование баналитетами: выпечку хлеба в пекарне феодала, производство вина в его винодельне и т.п. Однако виллан обладал полной личной свободой, он мог свободно перемещаться и в некоторых случаях покидать своего сеньора.
В XII веке начался массовый процесс выкупа вилланами своих повинностей путём внесения единовременной суммы за отказ сеньора от тех или иных привилегий. В результате зависимость французского виллана от сеньора утратила личный характер. Одновременно шло освобождение сервов, превращавшихся за выкуп в лично-свободных вилланов. Позднее на основе категории вилланов сформировалась достаточно широкая прослойка мелких свободных землевладельцев во Франции. Тем не менее, рудименты вилланского состояния и повинностей (главным образом, менморт и формарьяж) сохранялись до Великой французской революции.